# Adam Jones
Adam Thomas Jones (født 15. januar 1965 i Park Ridge, Illinois) er en Grammy Award-vindende musiker, guitarist og visuel kunstner, best kendt for sit arbejde i det alternative rockband Tool. Jones blev kåret til den 75. største guitarist i historien i bladet Rolling Stone Magazine og blev kåret til den 9. største heavy metal-guitarist igennem tiden. Jones står også bag størstedelen af Tools musikvideoer.